# Беннетт, Алан
Алан Беннетт (англ. Alan Bennett; род. 9 мая 1934 года, Лидс) — английский драматург, сценарист, актёр и писатель.

## Биография
Он родился в Лидсе в семье мясника.  Изучал русский язык в Объединённой школе лингвистов  и учился в Оксфордском университете, где изучал историю и выступал с комедийной труппой «Оксфорд Ревю». Он несколько лет преподавал и исследовал средневековую историю в университете. Его сотрудничество как писателя и исполнителя с Дадли Муром, Джонатаном Миллером и Питером Куком в сатирическом шоу «За гранью края» на Эдинбургском фестивале 1960 года принесло ему мгновенную известность. Алан бросил научную деятельность и перешел к написанию на полную ставку, его первая пьеса «Сорок лет спустя» была поставлена в 1968 году.
Одним из самых известных произведений Беннетта является пьеса  «Безумие Георга III» 1991  года и его экранизация «Безумие короля Георга», осуществлённая Николасом Хайтнером тремя годами позднее. Она же принесла ему номинацию на «Оскар» за лучший сценарий.
Также Беннетт занимается озвучиванием аудиокниг,  в том числе   «Приключений Алисы в Стране чудес» и «Винни-Пуха».

## Личная жизнь
Беннет прожил 40 лет в апартаментах на Глостер Кресент в районе Камден-Таун в Лондоне, где соседствовал с Джонатаном Миллером  писательницей Элис Томас Эллис, но сейчас живёт в нескольких минутах ходьбы от Примроуз-Хилл со своим партнёром Рупертом Томасом, редактором журнала «Мир интерьеров».   Беннетт также имел долгосрочные отношения со своей бывшей домработницей Энн Дэвис, до её смерти в 2009 году.  
Беннетт —  агностик.   Он был воспитан в англиканских традициях, но постепенно  покинул  лоно Церкви.
В 1988 году Беннет отказался от  ордена Британской империи, а в 1996-м и   от рыцарства.  
В сентябре 2005 года Алан Беннетт признался, что в 1997 году он проходил лечение от колоректального рака, и назвал эту болезнь ужасно скучной. Он начал «Нерассказанные истории» (опубликовал в 2005 году), думая, что те будут опубликованы посмертно, но его рак перешёл в ремиссию.